# Eigenamt

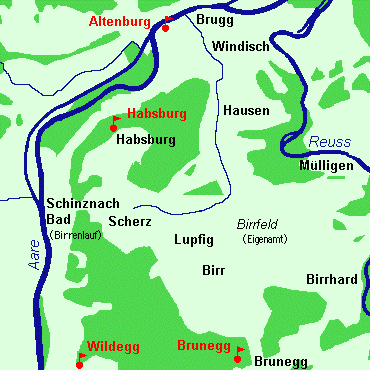
Birrfeld (früheres Eigenamt) bei Brugg, Kanton Aargau

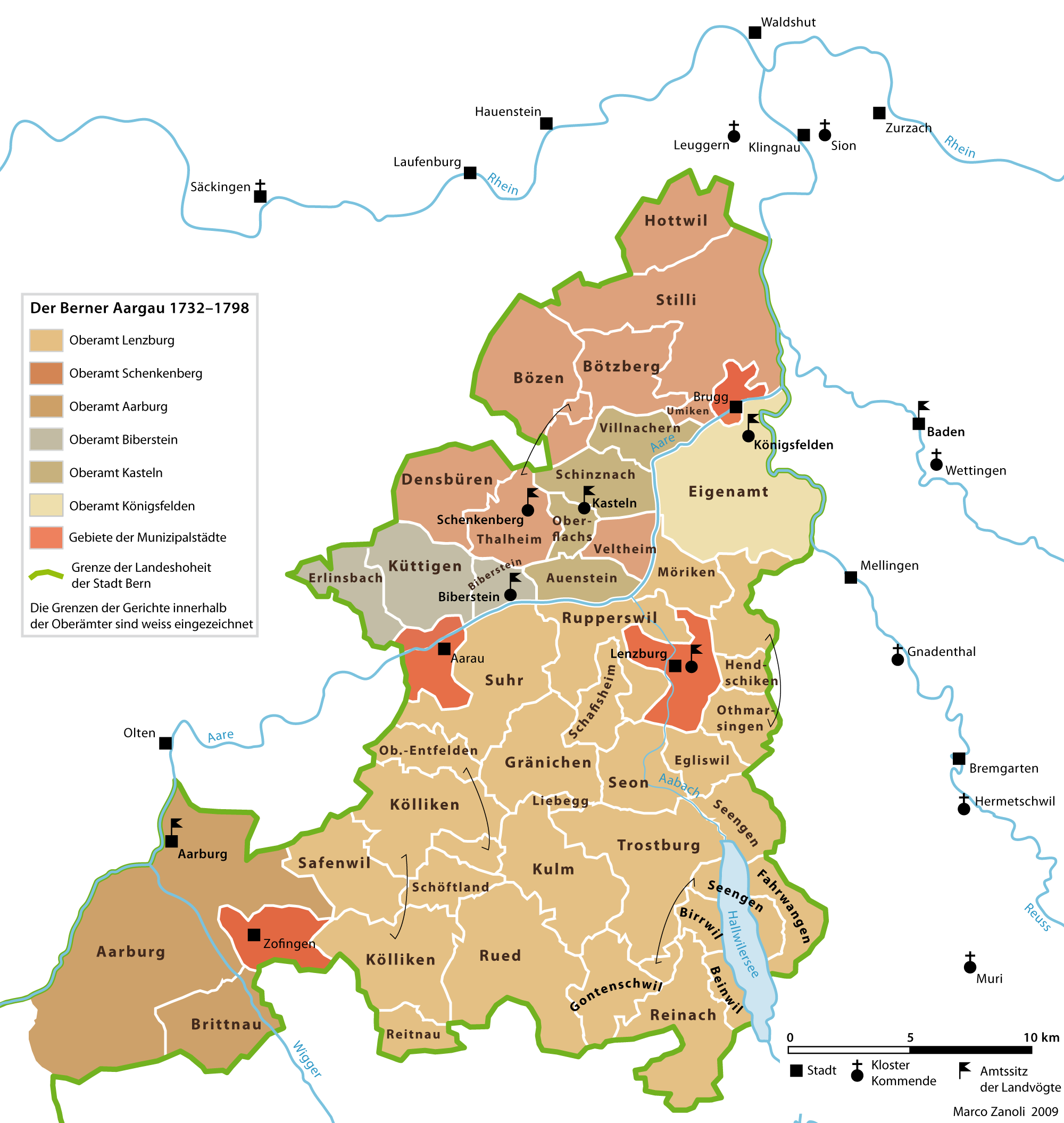
Das Eigenamt im Berner Aargau bis 1798

Als Eigenamt bezeichnete man im Mittelalter das Gebiet zwischen Aare und Reuss südlich von Brugg im heutigen Schweizer Kanton Aargau. Es umfasste die heutigen Gemeinden Birr, Birrhard, Brugg, Brunegg, Habsburg, Hausen, Lupfig, Mülligen, Scherz, Schinznach-Bad (früher Birrenlauf) und Windisch.
Zwischen dem 11. und 13. Jahrhundert konnten die Habsburger in dieser Gegend rund um ihren Stammsitz beinahe sämtliche Herrschaftsrechte erwerben. Dazu gehörten Grund-, Gerichts- und Zehntherrschaft. Das Eigenamt erhielt seinen Namen, weil die Habsburger es als ihr «eigen» betrachteten. Als Brugg um 1200 das Stadtrecht erhielt, wurde es aus dem Eigenamt herausgelöst.
1397 schenkten die Habsburger das Eigenamt dem Kloster Königsfelden in Windisch. 1415 verloren die Habsburger ihre Stammlande, als Bern den westlichen Teil des heutigen Kantons Aargau (den so genannten Berner Aargau) eroberte und auch die Landesherrschaft über das Eigenamt übernahm. 1528 führte Bern in sämtlichen Untertanengebieten die Reformation ein. Das Kloster Königsfelden wurde aufgelöst, und sämtliche Rechte gingen an Bern über. Das ehemalige Kloster wurde Sitz des nun bernischen Hofmeisters, das Eigenamt hiess nun Oberamt Königsfelden. Es galt wegen der fruchtbaren Böden als die lukrativste aller bernischen Landvogteien.
Das Oberamt wurde 1798 nach der Ausrufung der Helvetischen Republik aufgelöst. Der Name Eigenamt hielt sich noch eine Weile als Landschaftsbezeichnung, wurde dann aber allmählich durch den geographischen Begriff Birrfeld verdrängt. Hier befindet sich heute u. a. der Flugplatz Birrfeld.